# 佐藤飽斎
佐藤 飽斎（さとう ほうさい、天明元年（1781年） - 文久2年6月30日（1862年7月26日）は、江戸時代後期の儒学者、教育者。名は利粋。通称は勘太夫。飽斎はその号。

## 経歴
福岡藩の藩校修猷館の見習を経て、文化9年（1812年）訓導となる。
文政9年（1826年）奥頭取に進み、天保14年（1843年）采地を賜り、陸士頭となる。
文久2年（1862年）死去。福岡市の盛福寺に葬られる。